# 奥兰多·布鲁姆

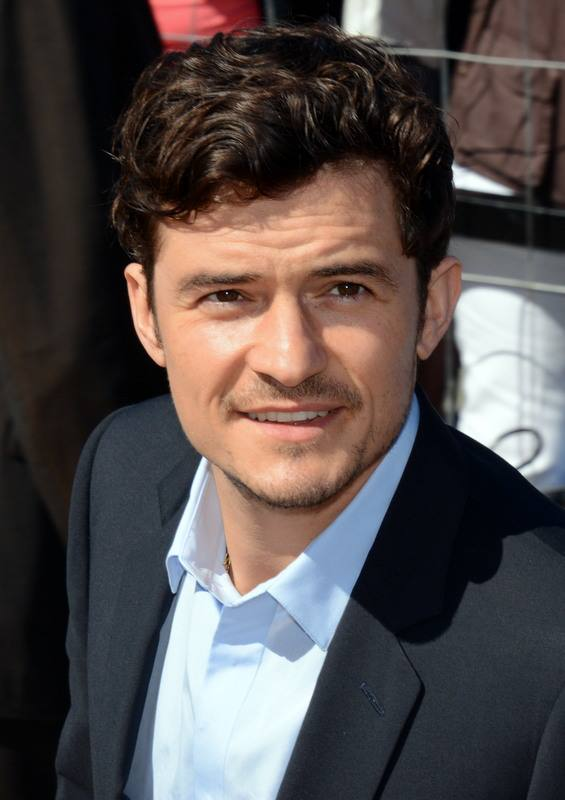
2013年，攝於第66屆坎城影展

奥兰多·强纳森·布兰查·葛普兰·布鲁姆（英語：Orlando Jonathan Blanchard Copeland Bloom，1977年1月13日—），英格蘭男演員，生於坎特伯雷。在2001年，他在所出演的电影《魔戒》電影三部曲中饰演精灵弓箭手勒苟拉斯，并一举成名。知名作品包括《特洛伊：木馬屠城》、《王者天下》、《神鬼奇航》系列、《霍比特人》系列。

## 生平

### 早期經歷
奧蘭多生於1977年，名字是以16世紀一個英國作曲家奧蘭多·吉本斯命名的。他有一個姐姐：薩曼莎·布魯（Samantha Bloom）。
奧蘭多最初以為他的生父是他母親的丈夫哈利·布魯（Harry Bloom），哈利·布魯是南非出生的猶太人，也是反種族隔離的小說家。哈利在奧蘭多4歲時過世。9年後，奧蘭多的母親向奧蘭多坦白，他其實是柯林·史東（Colin Stone）所生。史東是他母親的夥伴，也是他們家的朋友，同時也是「協和國際語言學校」的校長。在亨利·布魯去世後，史東成為奧蘭多的法定監護人。
奧蘭多布魯的母親：索尼婭·康斯坦斯約瑟芬·科普蘭（Sonia Constance Josephine Copeland）出生在印度的加爾各答，她是弗朗西斯·約翰·科普蘭和貝蒂·康斯坦茨·約瑟芬·沃克的女兒。弗朗西斯·約翰·科普蘭是一名內外科醫師。因為這樣的關係，奧蘭多·布魯有個從事攝影師工作的表哥塞巴斯蒂安·科普蘭。他母親的親戚住在澳大利亞的塔斯馬尼亞州，以及日本、印度等地，擁有英國血統，且部分親戚的血統源自肯特。
奧蘭多·布魯在英國國教會長大，小學就讀位於英格蘭坎特伯里的聖彼得衛小學（St Peter's Methodist），在英格蘭坎特伯里德國王學校讀初中，然後升入坎特伯里的聖愛德蒙學校。奧蘭多·布魯在7歲時被診斷出有失讀症，他因為閱讀和拼寫困難，在課業上遇到許多挫折，但他的母親鼓勵他：這是一個小障礙，但也是上天給的一份禮物。
1993年，他搬到倫敦，在漢普斯特德美術學院讀了兩年的戲劇、攝影與雕刻課程。之後，他加入國家青年劇院，他花了半年在國家青年劇院學習，然後得到獎學金進入英美戲劇學院，他開始參與電視劇演出，包括《急診室》和《殺機四伏》。
他毕业于市政廳音樂及戲劇學院。他曾在一次事故中受伤嚴重，被认为再也无法站立起来，随后却奇迹般地恢复了健康。

### 演藝事業

#### 1997年-2006年

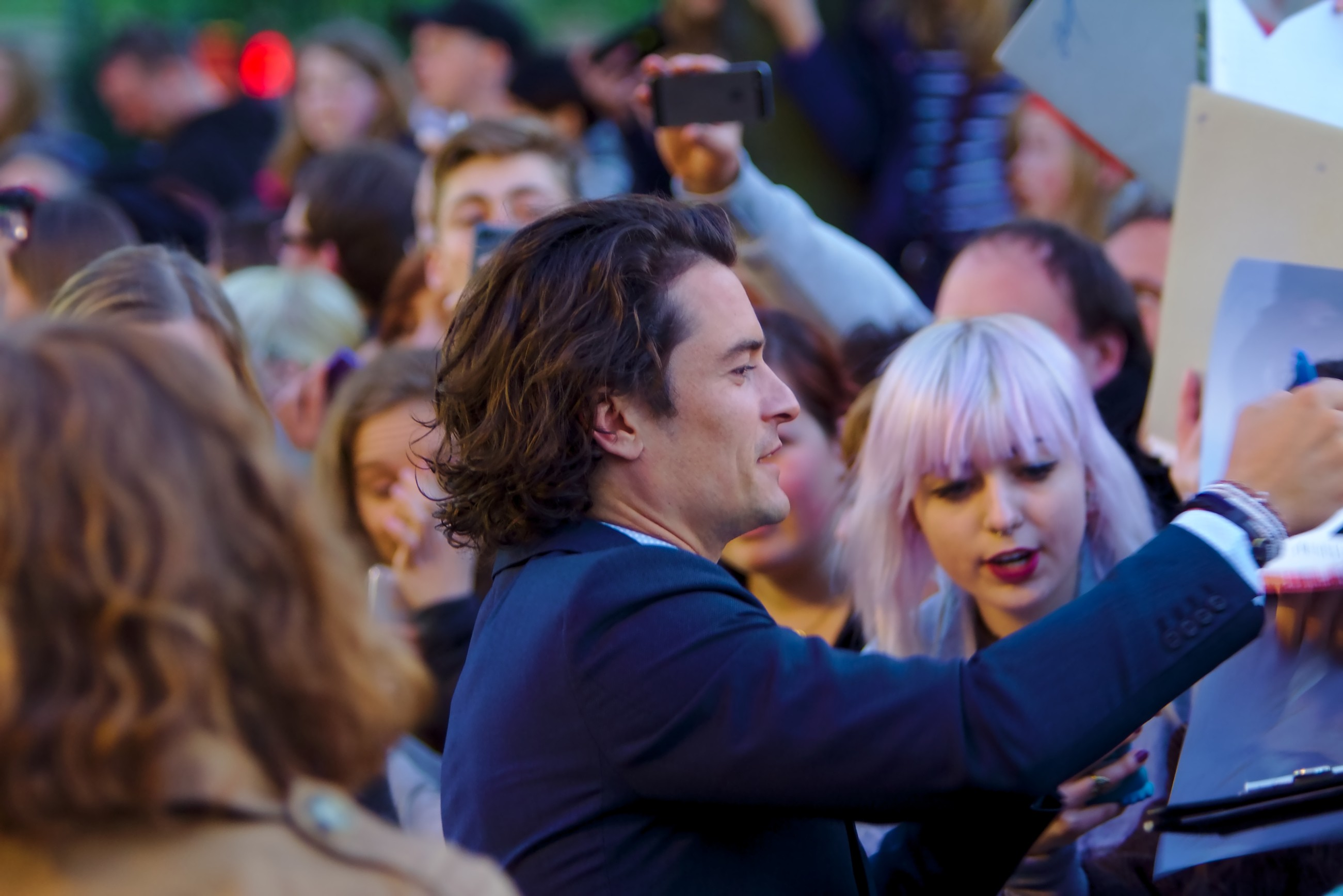
2014年5月，参加德國漢堡祖魯追緝令首映

奧蘭多布魯姆最早获得的电影角色是1997年的电影《王爾德和他的情人》，在裡面飾演一名男妓。1999年他從市政廳音樂及戲劇學院畢業2天後，他得到魔戒系列中的一個重要角色勒苟拉斯(2001–2003)。他原本是試鏡法拉墨這個角色，法拉墨一直到第二部才有戲份，但導演彼得·杰克逊要他演勒苟拉斯。在拍攝一場戲時，他從馬上摔下並且傷到了肋骨，但最後他康復並繼續參與拍攝。2002年，他也出演雷利史考特的戰爭電影《黑鷹計劃》，在裡面演PFC Todd Blackburn。2002年，他被選為時人青年雜誌選為 "25歲以下最熱門的25位明星"，而且也在2004年被時人 (雜誌)列為好萊塢最熱門的單身漢。所有在《魔戒》中的演員都連續三年被美國演員工會提名最佳整體表現獎，最終在2003年以《魔戒三部曲：王者再臨》贏得獎項。因為《魔戒三部曲：王者再臨》他也得到其他肯定，包括歐洲電影獎、好萊塢節獎、英國帝國獎以及青少年票選獎，及各種的獎項提名。
接著，他和綺拉·奈特莉、強尼·戴普的電影 《神鬼奇航：鬼盜船魔咒》在2003年暑假風靡一時。在《神鬼奇航：鬼盜船魔咒》取得好成績後，他和布萊德·彼特、艾瑞克·巴納 、彼得·奧圖 一起出演《特洛伊：木馬屠城》，在裡面中飾演是引發特洛伊戰爭的帕里斯。2005年，他主演《王者天下》、《伊麗莎白小鎮》。2006年，他參演 《神鬼奇航2：加勒比海盜》、《血染天堂》 並在《血染天堂》擔任聯合製作人。奧蘭多布魯是2006年在Google新聞被搜尋最多次的男星。

#### 2007年-2014年

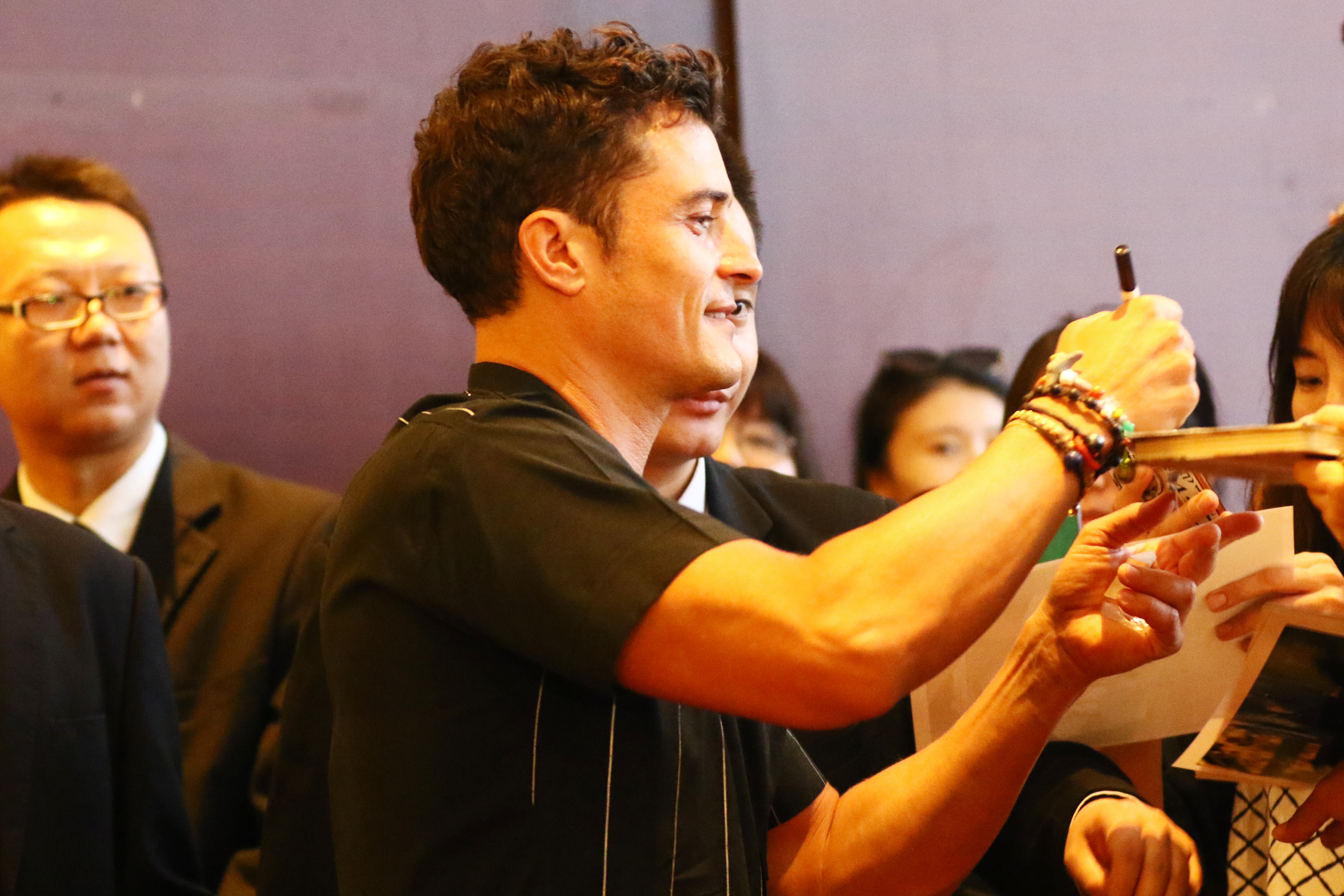
2017年7月，出席北京極致追擊：龍鳳劫電影定檔發布會,給粉絲簽名。

2007年，奧蘭多布魯再次在《神鬼奇航3：世界的盡頭》飾演威爾·杜納(2007年5月24日上映)。從市政廳音樂及戲劇學院畢業後，奧蘭多布魯一直想當舞台劇演員，並且表示想離開電影界一段時間去從事舞台劇，他強烈渴望找尋適合他的題材並想找回初心。2007年夏天，他出演了一齣David Storey的劇。他的角色是從他們父母40周年結婚紀念日回來的三兄弟之一。2011年，他與羅根勒曼、馬修·麥迪恩、雷·史蒂文森、路克·伊凡斯, 出演《3D劍客聯盟：雲端之戰》。奧蘭多布魯在由彼得·傑克森所指導的哈比人電影系列中的兩部 《哈比人：荒谷惡龍》 和《哈比人：五軍之戰》哈比人：五軍之戰中再次飾演魔戒系列中經典角色勒苟拉斯。2013年8月，奧蘭多布魯獲得他在百老匯舞台劇的第一個演出機會，在美國理查德羅傑斯劇場以羅密歐的角色在《羅密歐與茱麗葉舞台劇》登台，被紐約時報劇場評論家Ben Brantley評價為“一流的百老匯演出”。2014年4月2日，奥兰多·布鲁姆在好萊塢星光大道上留下自己的個人星形獎章。

#### 2015年-至今
2017年，在迪士尼電影《加勒比海盗5：死无对证》中回歸客串威爾·杜納。與勞米·拉佩斯搭檔，出演反恐電影《全面封鎖》。主演電影《羅馬人》在愛丁堡電影節首映，中資合作電影《極致追擊：龍鳳劫》將於2017年9月上映。
2024年，奥兰多布鲁姆主演并制作了拳击题材电影《The Cut》。为诠释片中角色，他进行了严格的体重控制，将体重从185磅（约84公斤）减至150磅（约68公斤）。布鲁姆表示，这部电影聚焦于拳击手为达标体重所经历的挑战，展现了这一独特视角。该影片于2024年9月5日在多伦多国际电影节首映。

## 私人生活
拍攝《魔戒系列》後，他和該劇演員一起去紋身，他的是精靈文數字「9」，代表魔戒遠征隊的九位成員與友誼。他有養一隻狗叫Mighty。

### 感情生活
2002年，與同是演員的凱特·博斯沃斯開始約會，兩人的關係時好時壞，到2006年正式分手。
2010年6月21日，跟澳洲名模米蘭達·凱爾結婚，2011年1月产下一子Flynn Christopher Blanchard Copeland Bloom。2013年10月26日，跟澳洲名模米蘭達·凱爾共同發出聲明，聲明中提及「經過六年多的相處，最近還是決定正式分開」宣告離婚。
2016年1月的第73屆金球獎後，布魯與凱蒂·佩芮開始交往。兩人於2017年3月確認分手。但2017年8月12日，兩人又被拍到一起去看紅髮艾德的演唱會。
2019年2月，奧蘭多與凱蒂·佩芮訂婚。
2020年8月26日，伴侶凱蒂·佩芮順利誕下女嬰，取名為Daisy Dove Bloom。

## 慈善事業

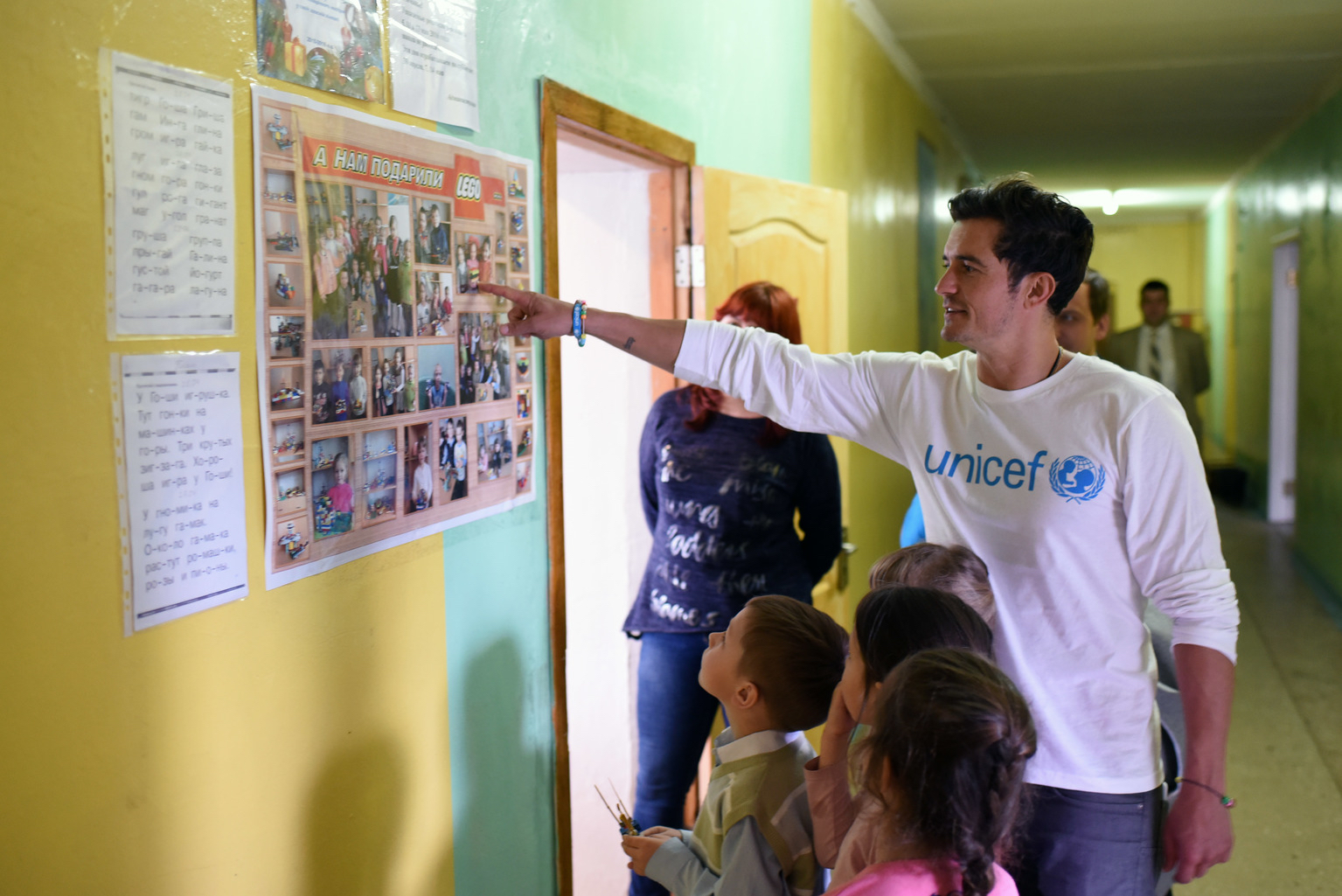
奧蘭多布魯姆長期致力於聯合國兒童基金會的計畫。

奧蘭多布魯姆長期致力於幫助弱勢兒童。2007年，奧蘭多布魯姆首次探訪尼泊爾（卡斯基、奇特旺）的學校後，開始支持聯合國兒童基金會。他談到關於教育的重要性，並且表示他看到聯合國兒童基金會在水資源及公共衛生計畫上為當地家庭提供了幫助。奧蘭多布魯姆同意為當地的學校廣播節目出演一個小角色。
2008年，奧蘭多布魯再次拜訪尼泊爾，他去了解 聯合國兒童基金會如何透過計畫提供乾淨的水給當地家庭。他拜訪了莫斯科一個兒童貧困家庭救助中心。另外，他也去了塞拉耶佛親自關心當地孩童的狀況。2009年，奧蘭多布魯姆開始擔任聯合國兒童基金會的國際親善大使，並且在當年10月份，在洛杉磯為兒童權利公約（CRC）錄製了公開宣言。2010年3月，奧蘭多布魯姆與數名好萊塢明星及出席在洛杉磯舉辦的國際創意論壇（Global Creative Forum），該論壇鼓勵影視業多關注聯合國 關於氣候變遷、受暴力的婦女等重要議題。 2012年，以親善大使的身份前往南非，參與關於幫助孤兒、受虐孩童、輟學生的計劃。2014年他去了約旦伊爾比德。2015年他去了西非賴比瑞亞。他也呼籲歐洲各國對避難及遷入的新移民孩童提供更完善的保護。

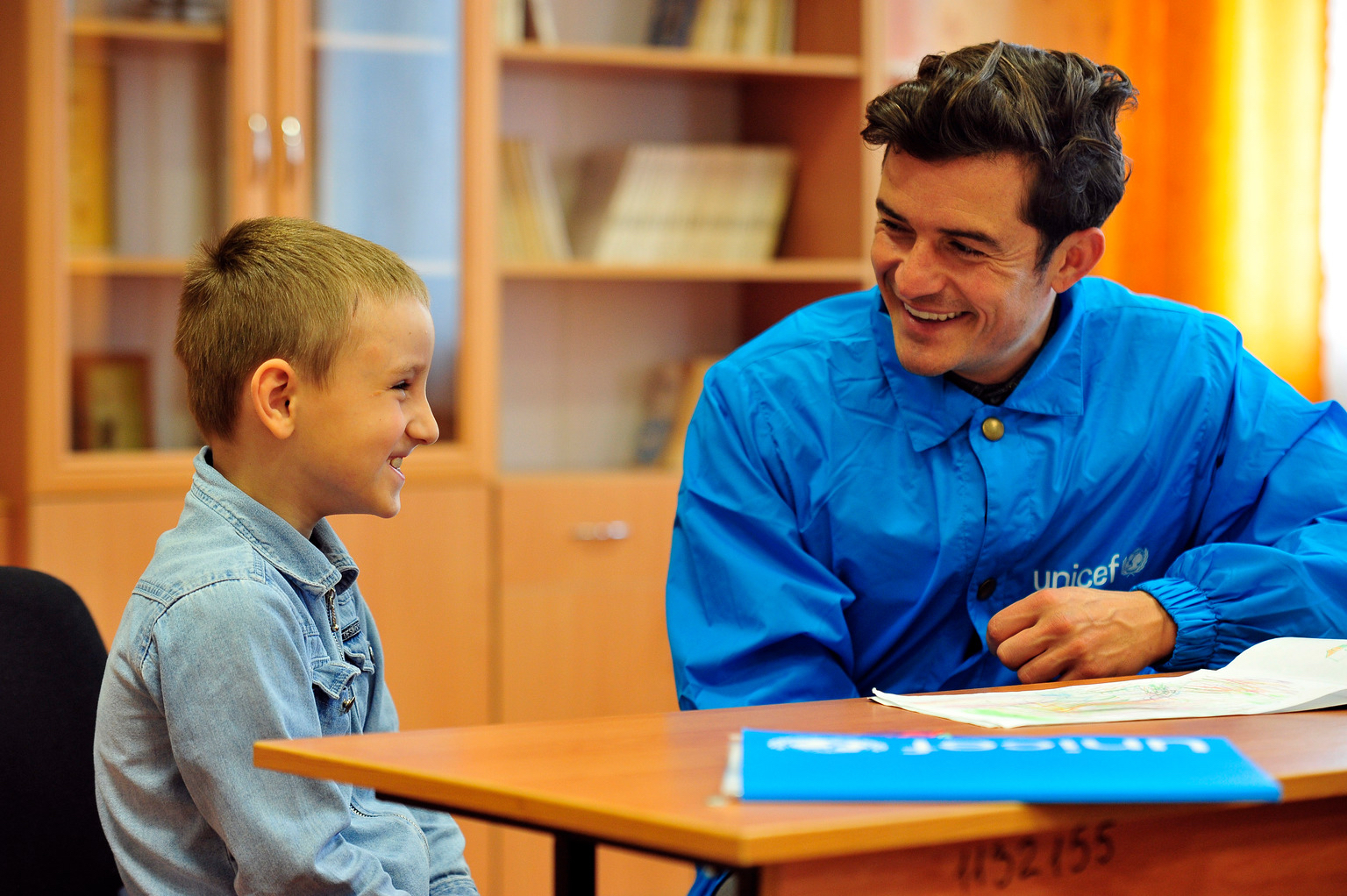
2016年4月,以聯合國兒童基金會親善大使的身分前往烏克蘭關心當地孩童狀況。

## 作品列表

### 電影
| 年份 | 片名                                        | 角色                             | 附註                     |
| ---- | ------------------------------------------- | -------------------------------- | ------------------------ |
| 1997 | 《心太羈》                                  | 青少年男妓                       |                          |
| 2001 | 《黑鷹計劃》                                | PFC Todd Blackburn               |                          |
| 2001 | 《魔戒首部曲：魔戒現身》                    | 勒苟拉斯                         |                          |
| 2002 | 《魔戒二部曲：雙城奇謀》                    | 勒苟拉斯                         |                          |
| 2003 | 《法外狂徒》                                | 喬·伯恩                          |                          |
| 2003 | 《神鬼奇航：鬼盜船魔咒》                    | 威爾·杜納                        |                          |
| 2003 | 《魔戒三部曲：王者再臨》                    | 勒苟拉斯                         |                          |
| 2004 | 《小拳霸》                                  | Jimmy "The Calcium Kid" Connelly |                          |
| 2004 | 《特洛伊：木馬屠城》                        | 帕里斯                           |                          |
| 2004 | 《血染天堂》                                | Shy                              | 兼聯合製片人             |
| 2005 | 《天国王朝》                                | 伊貝林的貝里昂                   |                          |
| 2005 | 《伊麗莎白小鎮》                            | Drew Baylor                      |                          |
| 2006 | 《愛情大災難》                              | Hollywood Paolo                  | 客串                     |
| 2006 | 《神鬼奇航2：加勒比海盜》                   | 威爾·杜納                        |                          |
| 2007 | 《神鬼奇航3：世界的盡頭》                   | 威爾·杜納                        |                          |
| 2007 | 《珠穆朗玛峰：一次为了和平的攀登》          | 旁白                             | 紀錄片                   |
| 2009 | 《紐約我愛你》                              | David Cooler                     | 章節：〈岩井俊二〉       |
| 2010 | 《坐拥怜悯》                                | The Stain                        |                          |
| 2010 | 《榮耀大道》                                | Harris Parker                    |                          |
| 2011 | 《凶心仁術》                                | Dr. Martin E. Blake              | 兼執行製片人             |
| 2011 | 《為你爭取重訪權》                          | Johnny Ryall                     | 短片                     |
| 2011 | 《三劍俠3D：雙城暗戰》                      | 第一代白金汉公爵乔治·维利尔斯    |                          |
| 2013 | 《祖魯追緝令》                              | Brian Epkeen                     |                          |
| 2013 | 《星光大盜》                                | 他自己                           | 存檔鏡頭                 |
| 2013 | 《羅密歐與茱麗葉》                          | 羅密歐                           | 院線上映的映的百老匯戲劇 |
| 2013 | 《哈比人：荒谷惡龍》                        | 勒苟拉斯                         |                          |
| 2014 | 《哈比人：五軍之戰》                        | 勒苟拉斯                         |                          |
| 2015 | 《愛情挖挖哇》                              | Ben                              |                          |
| 2017 | 《全面封鎖》                                | Jack Alcott                      |                          |
| 2017 | 《神鬼奇航：死無對證》                      | 威爾·杜納                        | 客串                     |
| 2017 | 《羅馬人》                                  | Malky                            |                          |
| 2017 | 《极致追击》                                | Danny Stratton                   |                          |
| 2019 | 《72小時前哨救援》                          | Captain Benjamin D. Keating      |                          |
| 2021 | 《怪奇比莉Billie Eilish：我眼中的迷濛世界》 | 他自己                           | 紀錄片                   |
| 2021 | 《時光的指針》                              | Tommy Hambleton                  |                          |
| 2023 | 《GT：跨界玩家》                            | Danny Moore                      |                          |
| 2024 | 《紅右手》                                  | Cash                             |                          |
| 2024 | 《小猪佩奇的电影派对》                      | Mr. Raccoon                      | 配音                     |
| 2024 | 《冷酷威龙》                                | 拳擊手                           |                          |
| 2025 | 《笑闖黑幫》                                | Marlon Swift                     |                          |
| TBA  | 《巫師！》                                  |                                  |                          |
| TBA  | Bucking Fastard                             | Gareth Mulroney                  |                          |

### 電視
| 年份      | 節目名                                                    | 角色                | 附註                                   |
| --------- | --------------------------------------------------------- | ------------------- | -------------------------------------- |
| 1994–1996 | 《急诊室》                                                | Noel Harrison       | 3集                                    |
| 2000      | 《駭人命案事件簿》                                        | Peter Drinkwater    | 單集：〈Judgement Day〉                |
| 2006      | 《亞美尼亞大屠殺》                                        | Auguste Berneau     | 電視紀錄片                             |
| 2006      | 《臨時演員》                                              | 他自己              | 單集：〈Orlando Bloom〉                |
| 2011      | 《洛杉磯愛樂樂團現場演出》                                | Romeo               | 單集：〈Dudamel Conducts Tchaikovsky〉 |
| 2016      | 《隨意芝加哥》                                            | Tom                 | 單集：〈Utopia〉                       |
| 2017      | 《環藥房自行車賽》                                        | Juju Peppi          | 電視電影                               |
| 2017      | 《逆袭之星途璀璨》                                        | 他自己              | 3集                                    |
| 2019–2023 | 《嘉年華大街》                                            | Rycroft Philostrate | 主演；兼執行製片人                     |
| 2021      | 《王子殿下》                                              | 哈里王子            | 配音；主演                             |
| 2021      | 《Cbeebies睡前故事》（CBeebies Bedtime Story）            | 他自己              |                                        |
| 2024      | 《奥兰多·布鲁姆：边缘行走》（Orlando Bloom: To the Edge） | 他自己              | 主演；兼執行製片人                     |

### 電子遊戲
| 年份 | 遊戲名                   | 配音角色  | 附註     |
| ---- | ------------------------ | --------- | -------- |
| 2002 | 《魔戒二部曲：雙城奇謀》 | 勒苟拉斯  |          |
| 2003 | 《魔戒三部曲：王者再臨》 | 勒苟拉斯  | 存檔聲音 |
| 2004 | 《魔戒：第三紀元》       | 勒苟拉斯  | 存檔聲音 |
| 2012 | 《樂高魔戒》             | 勒苟拉斯  | 存檔聲音 |
| 2014 | 《樂高：哈比人歷險記》   | 勒苟拉斯  | 存檔聲音 |
| 2015 | 《樂高次元》             | 勒苟拉斯  | 存檔聲音 |
| 2016 | 《迪士尼夢幻王國》       | 威爾·特納 | 存檔聲音 |

## 外部連結
- 奥兰多·布鲁姆在互联网电影资料库（IMDb）上的資料（英文）（英文）
- 奥兰多·布鲁姆的Instagram帳戶 （页面存档备份，存于）
- 奥兰多·布鲁姆的Facebook專頁 （页面存档备份，存于）